# Gabillou
Pour les articles homonymes, voir Gabillou (homonymie).
Gabillou est une commune française située dans le département de la Dordogne, en région Nouvelle-Aquitaine.

## Géographie

### Généralités
La commune de Gabillou est située dans l'est du département de la Dordogne, en Périgord central. Elle est arrosée par la Soue, affluent du Blâme.
À 500 mètres au sud de la route départementale (RD) 70, le petit bourg de Gabillou se situe, en distances orthodromiques, huit kilomètres au nord-nord-ouest de Thenon et onze kilomètres au sud-ouest de Hautefort.
La commune est également desservie par la RD 67E2.

### Communes limitrophes
Gabillou est limitrophe de six autres communes. Au sud-ouest, le territoire de Limeyrat est éloigné de 600 mètres.
| Cubjac-Auvézère-Val d'Ans | Sainte-Eulalie-d'Ans | Chourgnac   |
| Brouchaud                 | Gabillou             | Sainte-Orse |
|                           | Ajat                 |             |

### Géologie et relief

#### Géologie
Situé sur la plaque nord du Bassin aquitain et bordé à son extrémité nord-est par une frange du Massif central, le département de la Dordogne présente une grande diversité géologique. Les terrains sont disposés en profondeur en strates régulières, témoins d'une sédimentation sur cette ancienne plate-forme marine. Le département peut ainsi être découpé sur le plan géologique en quatre gradins différenciés selon leur âge géologique. Gabillou est située dans le deuxième gradin à partir du nord-est, un plateau formé de roches calcaires très dures du Jurassique que la mer a déposées par sédimentation chimique carbonatée, en bancs épais et massifs.
Elle est à la fois dans le causse de Cubjac et le causse de Thenon, qui, avec le causse de Savignac, forment un ensemble de collines karstifiées dans les calcaires liasiques et jurassiques à l'est de Périgueux jusqu'à Excideuil et Thenon, d'environ 30 km N-S et 15 km O-E, coupé par les vallées de l'Isle, de l'Auvézère et de la Loue.
Les couches affleurantes sur le territoire communal sont constituées de formations superficielles du Quaternaire et de roches sédimentaires datant pour certaines du Cénozoïque, et pour d'autres du Mésozoïque. La formation la plus ancienne, notée j2, date du Bajocien, des calcaires oolithiques bioclastiques (localement niveau à polypiers) en alternance avec des calcaires cryptocristallins ou évoluant vers un faciès de calcaire crayeux (secteur nord-ouest). La formation la plus récente, notée CFvs, fait partie des formations superficielles de type colluvions carbonatées de vallons secs : sable limoneux à débris calcaires et argile sableuse à débris. Le descriptif de ces couches est détaillé dans  la feuille « no 759 - Périgueux (est) » de la carte géologique au 1/50 000 de la France métropolitaine, et sa notice associée.

Carte géologique de Gabillou.

#### Relief et paysages
Le département de la Dordogne se présente comme un vaste plateau incliné du nord-est (491 m, à la forêt de Vieillecour dans le Nontronnais, à Saint-Pierre-de-Frugie) au sud-ouest (2 m à Lamothe-Montravel). L'altitude du territoire communal varie quant à elle entre 145 m et 238 m,.
Dans le cadre de la Convention européenne du paysage entrée en vigueur en France le 1er juillet 2006, renforcée par la loi du 8 août 2016 pour la reconquête de la biodiversité, de la nature et des paysages, un atlas des paysages de la Dordogne a été élaboré sous maîtrise d’ouvrage de l’État et publié en octobre 2020. Les paysages du département s'organisent en huit unités paysagères et 14 sous-unités. La commune fait partie du Périgord central, un paysage vallonné, aux horizons limités par de nombreux bois, plus ou moins denses, parsemés de prairies et de petits champs.
La superficie cadastrale de la commune publiée par l'Insee, qui sert de référence dans toutes les statistiques, est de 7,91 km2,,. La superficie géographique, issue de la BD Topo, composante du Référentiel à grande échelle produit par l'IGN, est quant à elle de 8,11 km2.

### Hydrographie

#### Réseau hydrographique
La commune est située dans le bassin de la Dordogne au sein du Bassin Adour-Garonne. Elle est drainée par un unique cours d'eau : la Soue,.
La Soue, d'une longueur totale de 11,89 km, prend sa source dans la commune de Granges-d'Ans et se jette dans le Blâme en rive droite sur la commune de Brouchaud. Elle traverse la commune d'est en ouest sur près de deux kilomètres et demi.

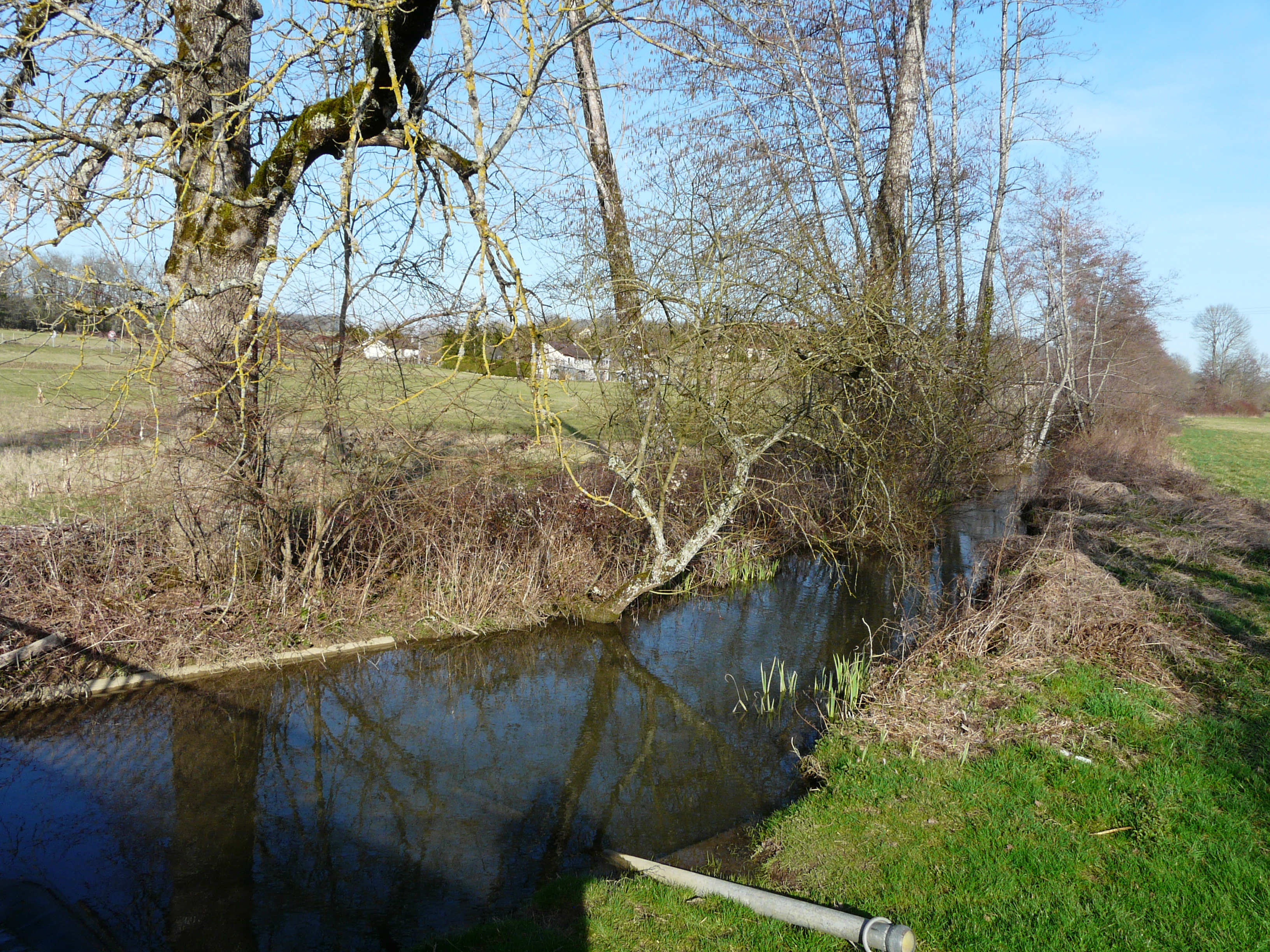
La Soue au nord du bourg de Gabillou,
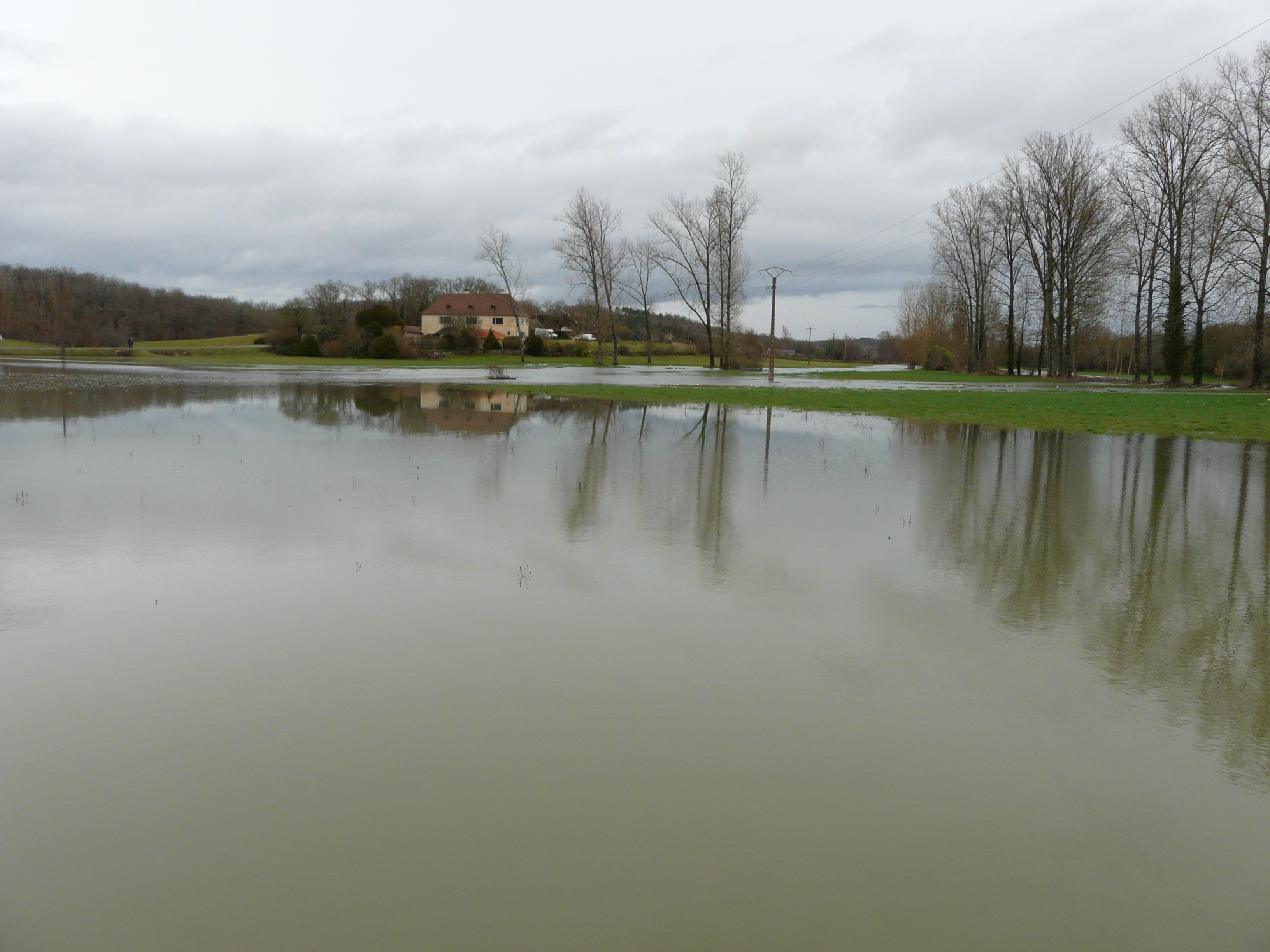
Crue de la Soue entre les lieux-dits Moulin-Neuf et Pauliac, en février 2016.
Réseaux hydrographique et routier de Gabillou.

#### Gestion et qualité des eaux
Le territoire communal est couvert par le schéma d'aménagement et de gestion des eaux (SAGE) « Isle - Dronne ». Ce document de planification, dont le territoire regroupe les bassins versants de l'Isle et de la Dronne, d'une superficie de 7 500 km2, a été approuvé le 2 août 2021. La structure porteuse de l'élaboration et de la mise en œuvre est l'établissement public territorial de bassin de la Dordogne (EPIDOR). Il définit sur son territoire les objectifs généraux d’utilisation, de mise en valeur et de protection quantitative et qualitative des ressources en eau superficielle et souterraine, en respect des objectifs de qualité définis dans le troisième SDAGE  du Bassin Adour-Garonne qui couvre la période 2022-2027, approuvé le 10 mars 2022.
La qualité des eaux de baignade et des cours d’eau peut être consultée sur un site dédié géré par les agences de l’eau et l’Agence française pour la biodiversité.

### Climat
Pour des articles plus généraux, voir Climat de la Nouvelle-Aquitaine et Climat de la Dordogne.
Historiquement, la commune est exposée à un climat océanique aquitain.  
En 2020, Météo-France publie une typologie des climats de la France métropolitaine dans laquelle la commune est exposée à un climat océanique altéré et est dans la région climatique  Ouest et nord-ouest du Massif Central, caractérisée par une pluviométrie annuelle de 900 à 1 500 mm, maximale en automne et en hiver.
Pour la période 1971-2000, la température annuelle moyenne est de 12,2 °C, avec  une amplitude thermique annuelle de 15,2 °C. Le cumul annuel moyen de précipitations est de 986 mm, avec 12,9 jours de précipitations en janvier et 7,4 jours en juillet. Pour la période 1991-2020, la température moyenne annuelle observée sur la station météorologique la plus proche, située sur la commune de Thenon à 8 km à vol d'oiseau, est de 12,9 °C et le cumul annuel moyen de précipitations est de 907,1 mm,. Pour l'avenir, les paramètres climatiques de la commune estimés pour 2050 selon différents scénarios d’émission de gaz à effet de serre sont consultables sur un site dédié publié par Météo-France en novembre 2022.

## Urbanisme

### Typologie
Au 1er janvier 2024, Gabillou est catégorisée commune rurale à habitat dispersé, selon la nouvelle grille communale de densité à 7 niveaux définie par l'Insee en 2022.
Elle est située hors unité urbaine et hors attraction des villes,.

### Occupation des sols
L'occupation des sols de la commune, telle qu'elle ressort de la base de données européenne d’occupation biophysique des sols Corine Land Cover (CLC), est marquée par l'importance des territoires agricoles (60 % en 2018), une proportion identique à celle de 1990 (60 %). La répartition détaillée en 2018 est la suivante : 
zones agricoles hétérogènes (55,2 %), forêts (40 %), prairies (4,8 %). L'évolution de l’occupation des sols de la commune et de ses infrastructures peut être observée sur les différentes représentations cartographiques du territoire : la carte de Cassini (XVIIIe siècle), la carte d'état-major (1820-1866) et les cartes ou photos aériennes de l'IGN pour la période actuelle (1950 à aujourd'hui).

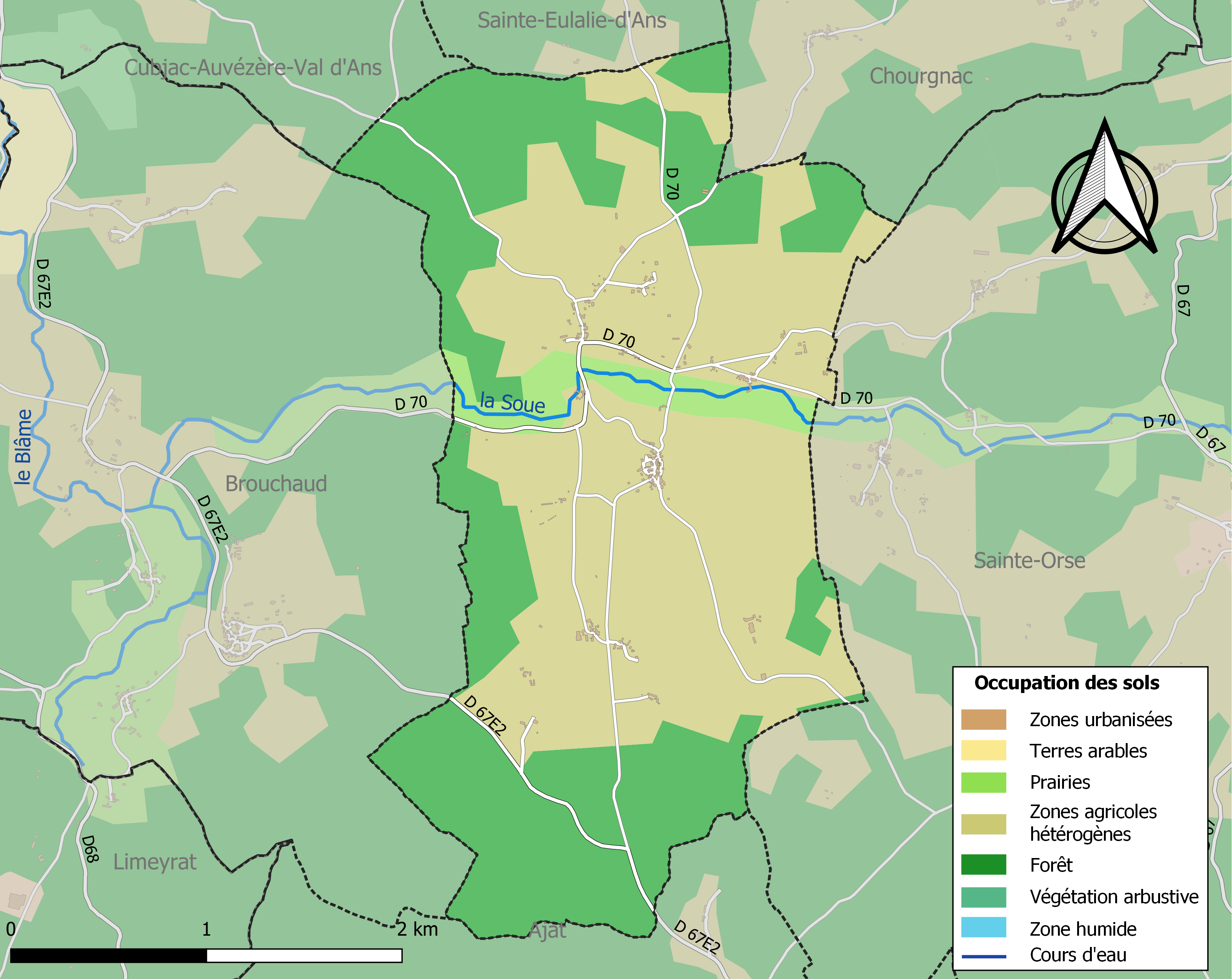
Carte des infrastructures et de l'occupation des sols de la commune en 2018 (CLC).

### Prévention des risques
Le territoire de la commune de Gabillou est vulnérable à différents aléas naturels : météorologiques (tempête, orage, neige, grand froid, canicule ou sécheresse), feux de forêts et séisme (sismicité très faible). Un site publié par le BRGM permet d'évaluer simplement et rapidement les risques d'un bien localisé soit par son adresse soit par le numéro de sa parcelle.
Gabillou est exposée au risque de feu de forêt. L’arrêté préfectoral du 14 mars 2013 fixe les conditions de pratique des incinérations et de brûlage dans un objectif de réduire le risque de départs d’incendie. À ce titre, des périodes sont déterminées : interdiction totale du 15 février au 15 mai et du 15 juin au 15 octobre, utilisation réglementée du 16 mai au 14 juin et du 16 octobre au 14 février. En septembre 2020, un plan inter-départemental de protection des forêts contre les incendies (PidPFCI) a été adopté pour la période 2019-2029,.
La commune a été reconnue en état de catastrophe naturelle au titre des dommages causés par les inondations et coulées de boue survenues en 1982, 1993, 1999 et 2008, par la sécheresse en 2011 et par des mouvements de terrain en 1999.

## Toponymie
En occitan, la commune porte le nom de Gabilhon.

## Histoire
Dans la seconde moitié du XIXe siècle, avant l'invasion du phylloxéra, la moitié du territoire communal était planté de vignes.

## Politique et administration

### Rattachements administratifs et électoraux
La commune de Gabillou a, dès 1790, été rattachée au canton d'Orse qui dépendait du district d'Excideuil. En 1800, les districts sont supprimés de même que le canton d'Orse. La commune est alors rattachée au canton de Thenon, lui-même dépendant de l'arrondissement de Périgueux.
Dans le cadre de la réforme de 2014 définie par le décret du 21 février 2014, le canton de Thenon disparaît aux élections départementales de mars 2015. La commune est alors rattachée électoralement au canton du Haut-Périgord Noir.
En 2017, Gabillou est rattachée à l'arrondissement de Sarlat-la-Canéda,.

### Intercommunalité
Au 1er janvier 2003, Gabillou intègre dès sa création la communauté de communes Causses et Vézère. Celle-ci disparaît le 31 décembre 2013, remplacée au 1er janvier 2014 par une nouvelle intercommunalité élargie, la communauté de communes du Terrassonnais en Périgord noir Thenon Hautefort, renommée communauté de communes Terrassonnais Haut Périgord Noir en octobre 2021.

### Administration municipale
La population de la commune étant inférieure à 100 habitants au recensement de 2017, sept conseillers municipaux ont été élus en 2020,.

### Liste des maires

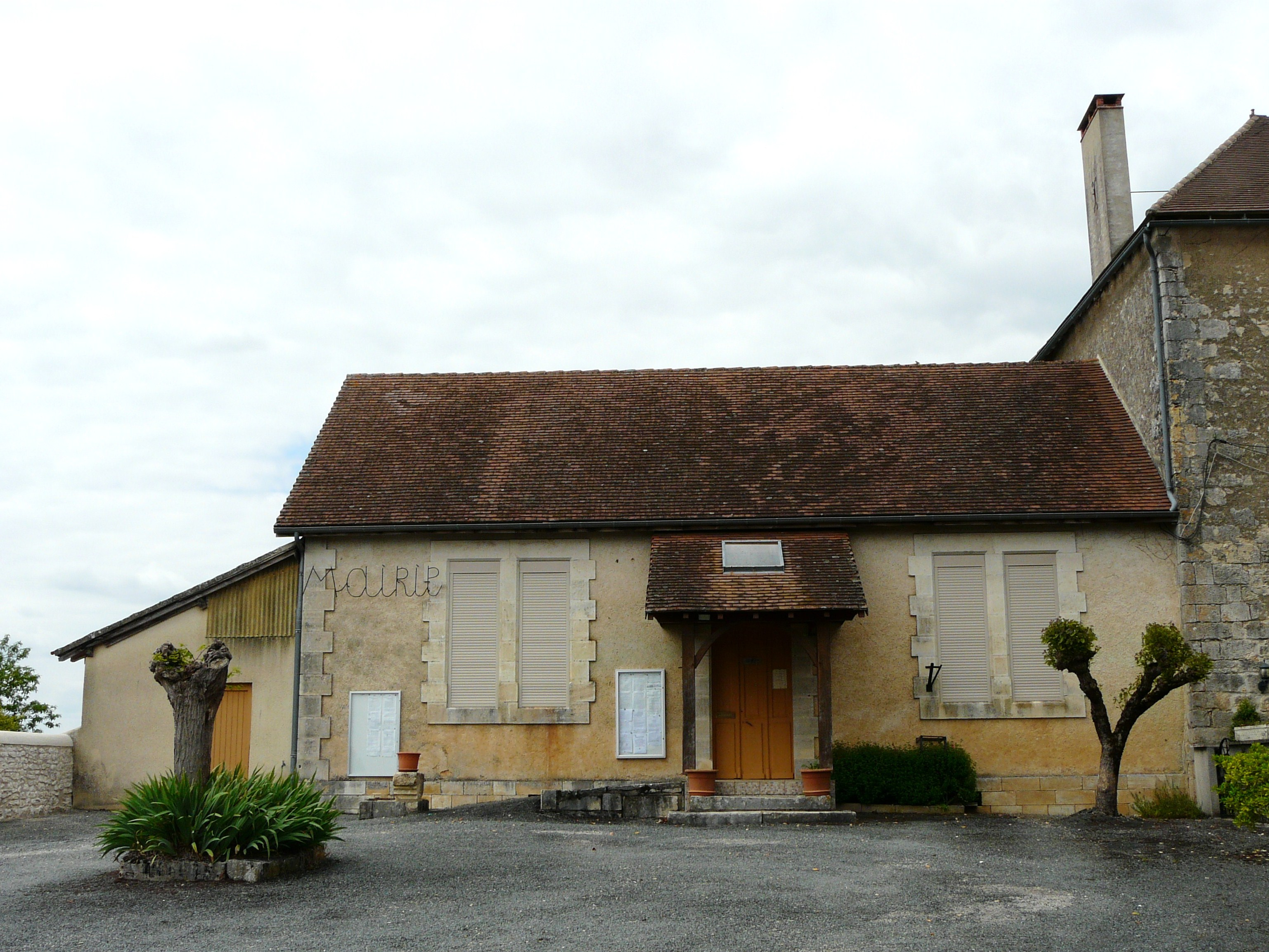
La mairie (ancienne école).

| Période                                  | Période  | Identité     | Étiquette | Qualité  |
| ---------------------------------------- | -------- | ------------ | --------- | -------- |
| Les données manquantes sont à compléter. |          |              |           |          |
|                                          |          |              |           |          |
| mai 1991 (réélu en mai 2020)             | En cours | Gaston Grand | SE        | Retraité |

## Équipements et services publics

### Justice
Dans le domaine judiciaire, Gabillou relève : 
- du tribunal judiciaire, du tribunal pour enfants, du conseil de prud'hommes et du tribunal de commerce de Périgueux ;
- du pôle Nationalité du tribunal judiciaire de Périgueux (compétent uniquement dans le domaine de la nationalité) ;
- de la cour d'appel, du tribunal administratif et de la  cour administrative d'appel de Bordeaux.

## Population et société

### Démographie
Les habitants de Gabillou se nomment les Gabillois.
L'évolution du nombre d'habitants est connue à travers les recensements de la population effectués dans la commune depuis 1793. Pour les communes de moins de 10 000 habitants, une enquête de recensement portant sur toute la population est réalisée tous les cinq ans, les populations de référence des années intermédiaires étant quant à elles estimées par interpolation ou extrapolation. Pour la commune, le premier recensement exhaustif entrant dans le cadre du nouveau dispositif a été réalisé en 2004.

En 2022, la commune comptait 97 habitants, en évolution de +1,04 % par rapport à 2016 (Dordogne : +0,37 %, France hors Mayotte : +2,11 %).
| 1793 | 1800 | 1806 | 1821 | 1831 | 1836 | 1841 | 1846 | 1851 |
| ---- | ---- | ---- | ---- | ---- | ---- | ---- | ---- | ---- |
| 275  | 256  | 322  | 296  | 315  | 384  | 392  | 439  | 380  |

| 1856 | 1861 | 1866 | 1872 | 1876 | 1881 | 1886 | 1891 | 1896 |
| ---- | ---- | ---- | ---- | ---- | ---- | ---- | ---- | ---- |
| 382  | 382  | 366  | 345  | 326  | 361  | 364  | 336  | 323  |

| 1901 | 1906 | 1911 | 1921 | 1926 | 1931 | 1936 | 1946 | 1954 |
| ---- | ---- | ---- | ---- | ---- | ---- | ---- | ---- | ---- |
| 309  | 317  | 291  | 245  | 228  | 211  | 201  | 195  | 162  |

| 1962 | 1968 | 1975 | 1982 | 1990 | 1999 | 2004 | 2006 | 2009 |
| ---- | ---- | ---- | ---- | ---- | ---- | ---- | ---- | ---- |
| 148  | 130  | 97   | 94   | 104  | 89   | 106  | 105  | 95   |

| 2014 | 2019 | 2022 | - | - | - | - | - | - |
| ---- | ---- | ---- | - | - | - | - | - | - |
| 96   | 91   | 97   | - | - | - | - | - | - |

## Économie

### Emploi
En 2015, parmi la population communale comprise entre 15 et 64 ans, les actifs représentent trente-huit personnes, soit 39,6 % de la population municipale. Le nombre de chômeurs (trois) a augmenté par rapport à 2010 (un) et le taux de chômage de cette population active s'établit à 7,9 %.

### Établissements
Au 31 décembre 2015, la commune compte dix établissements, dont quatre au niveau des commerces, transports ou services, deux dans la construction, deux dans l'agriculture, la sylviculture ou la pêche, et deux relatifs au secteur administratif, à l'enseignement, à la santé ou à l'action sociale.

## Culture locale et patrimoine

### Lieux et monuments
- L'église Saint-Jacques, nommée d'après Jacques le Majeur[52].
- Les cabanes de pierre sèche de Vaudres[53],[54].
- Le château de Vaudre, bâti en 1720, remplace un ancien château du XVe siècle brûlé, dont il reste, à proximité, quelques vestiges[55].

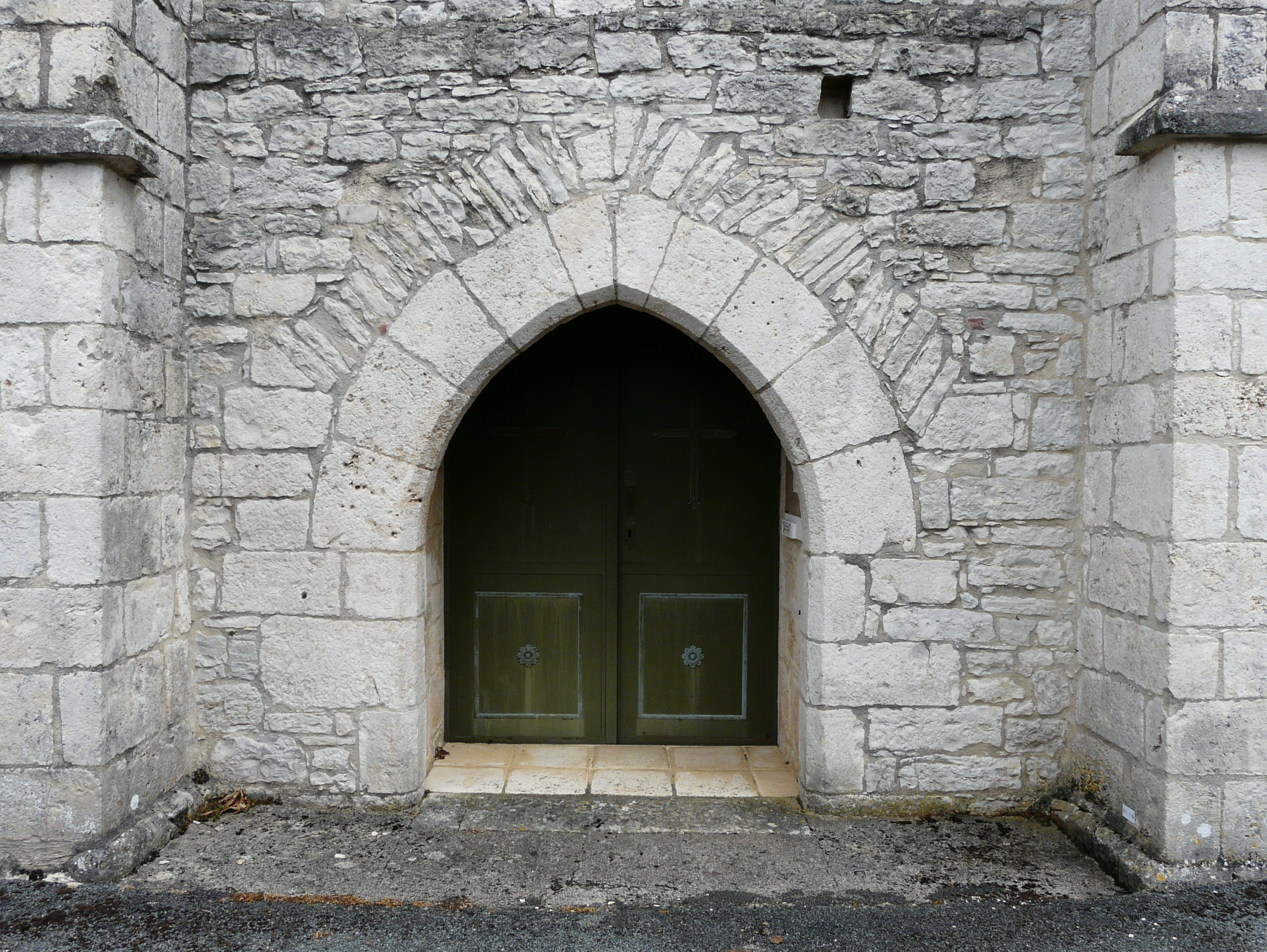
Le portail de l'église.
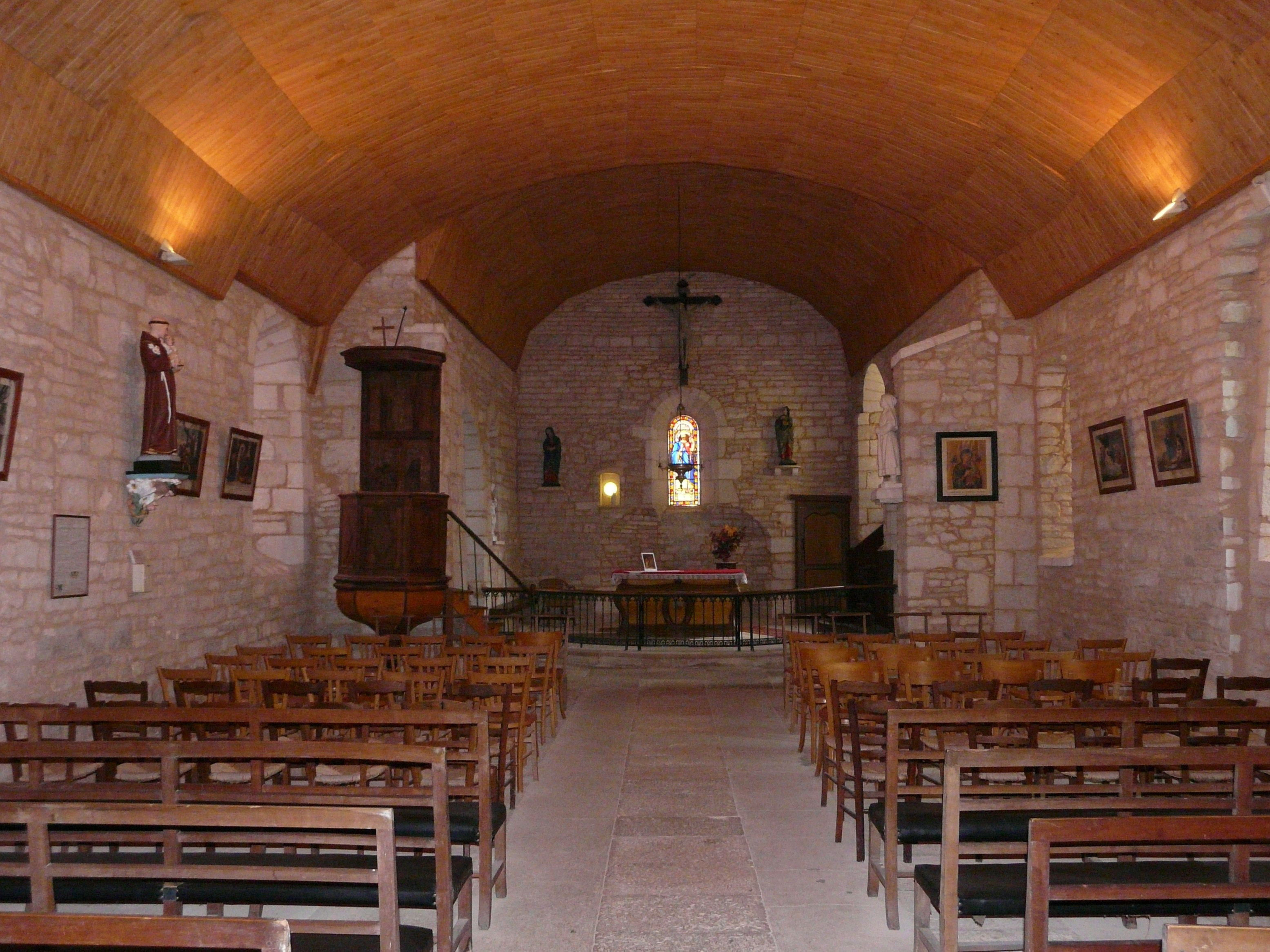
La nef de l'église.
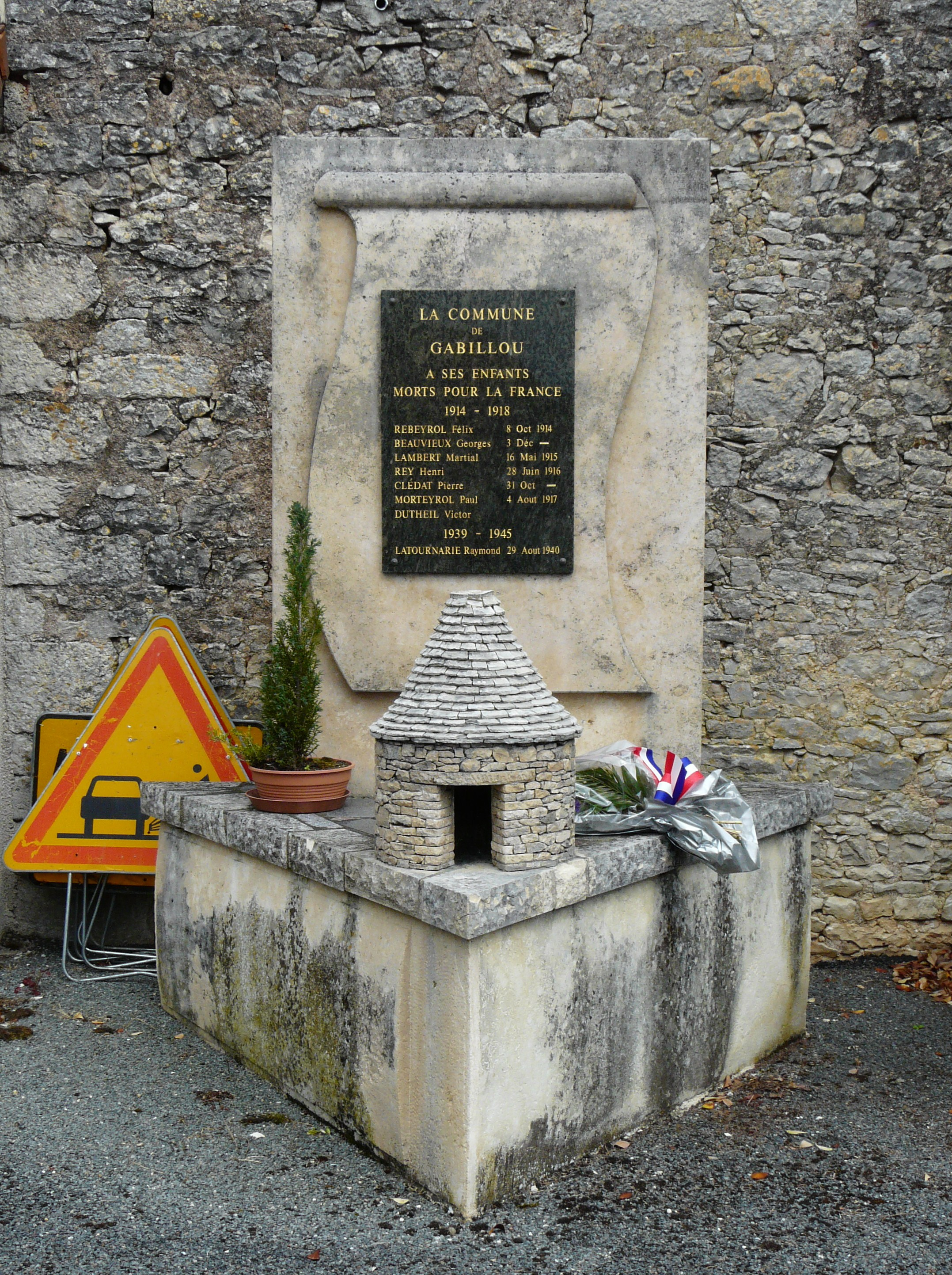
Le monument aux morts.
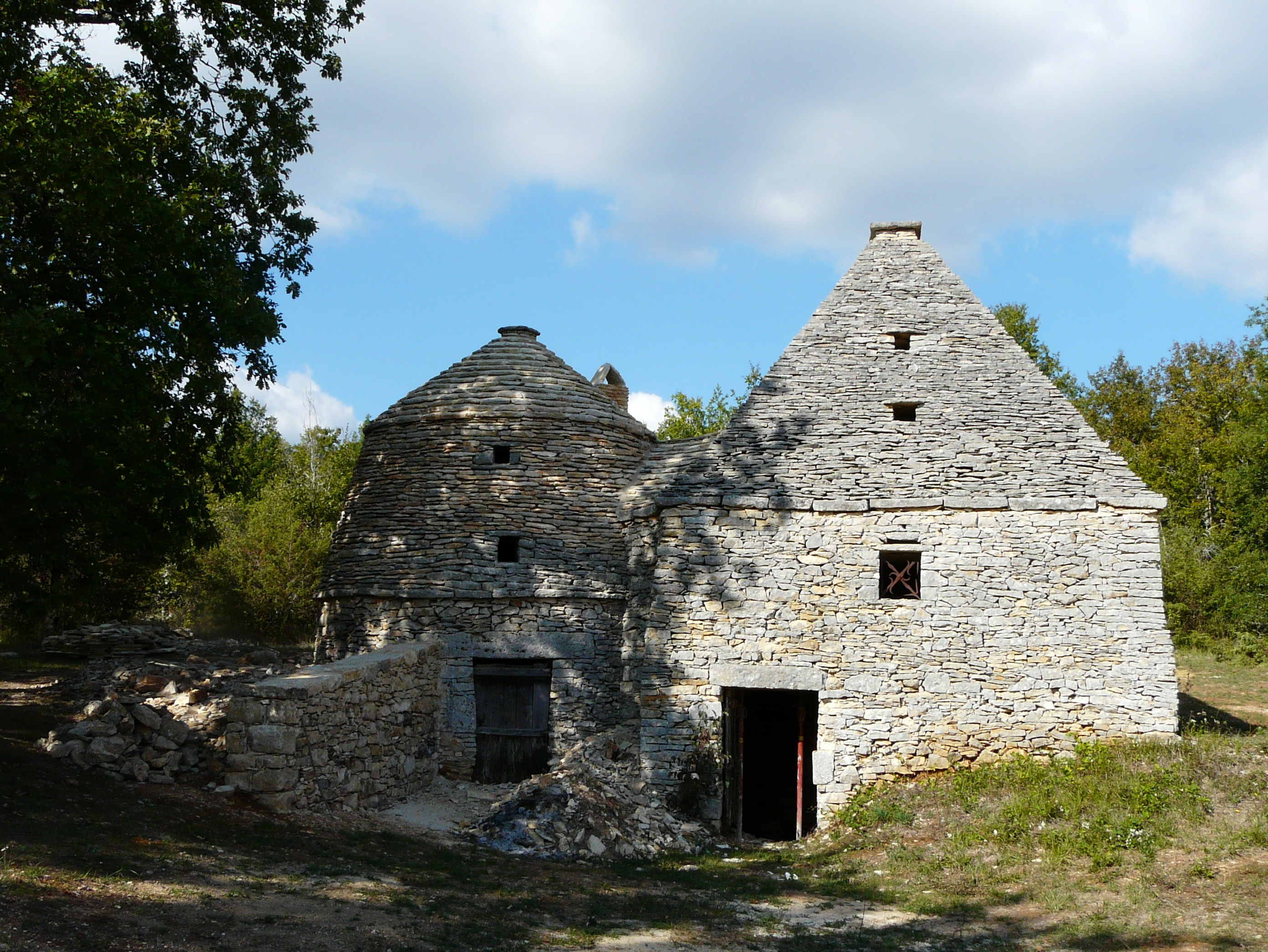
Les cabanes accolées de Vaudres.
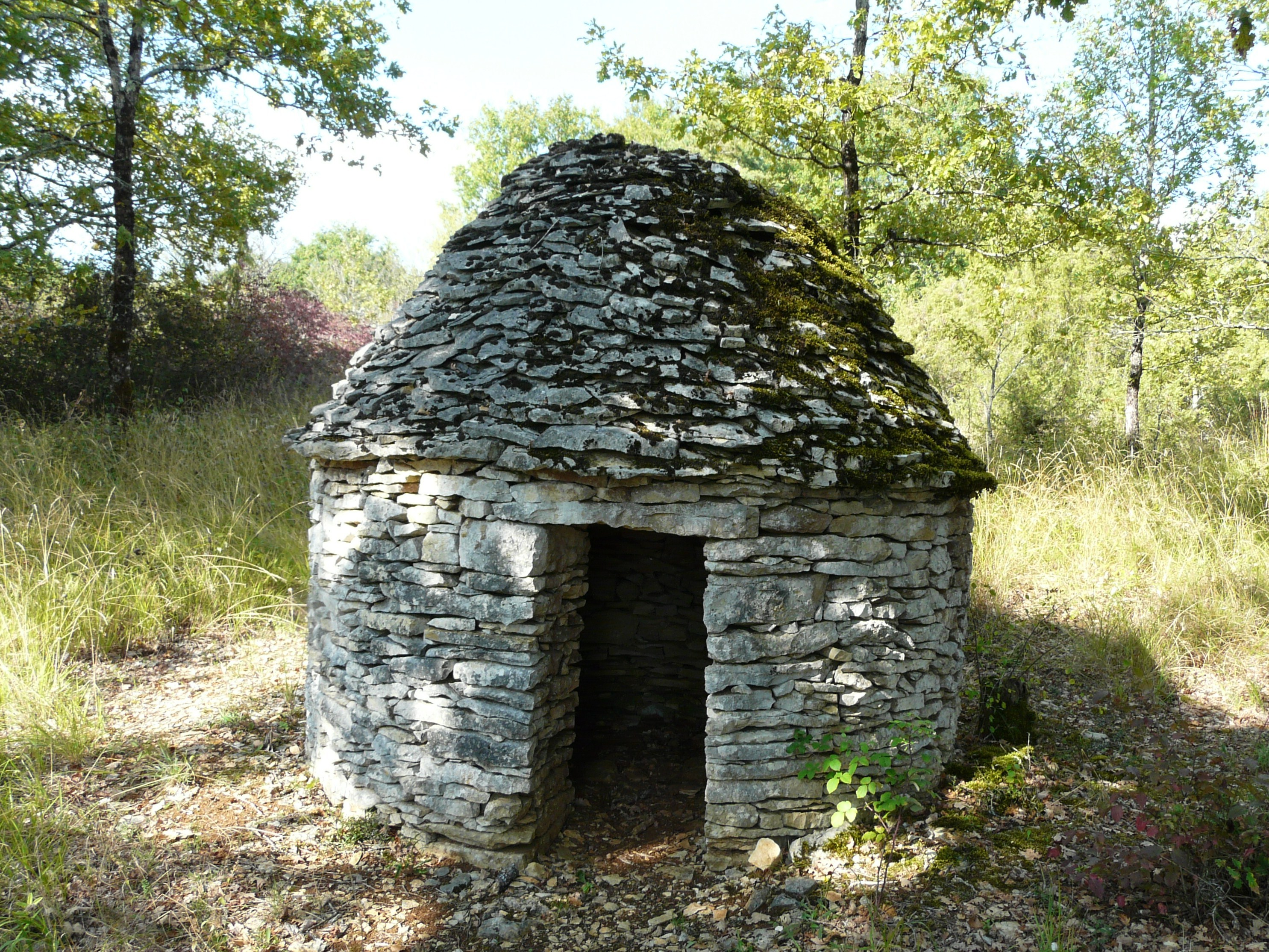
Petite cabane ronde de Vaudres.

Hormis l'homonymie de nom, la commune n'a aucun lien avec la grotte de Gabillou située à Sourzac dans le même département mais à 55 kilomètres à l'ouest-sud-ouest (à proximité de Mussidan).

### Patrimoine naturel
Au sud-est de la route départementale 67E2, une petite portion du territoire communal fait partie du causse de Thenon qui s'étend également sur six autres communes. Cette zone calcaire boisée remarquable pour sa flore spécifique est classée comme zone naturelle d'intérêt écologique, faunistique et floristique (ZNIEFF) de type 2,.

## Pour approfondir